# Pleioblastus pygmaeus
La Pleioblastus pygmaeus és una espècie de bambú, del gènere Pleioblastus de la família de les poàcies, ordre de les poals, subclasse Commelinidae, classe Liliopsida, divisió dels magnoliofitins. Antigament s'havien classificat en altres gèneres, pel que encara hi ha qui els anomena Arundinaria pygmaea ((Miq.)Asch.&Graebn.) o Sasa pygmaea ((Miq.)Rehder.).
És una planta asiàtica, que creix especialment al Japó (on se l'anomena Ke-oroshima-chiku), però que es cultiva a força altres llocs.

## Descripció
El Pleioblastus pygmaeus un bambú que té una alçada mitjana de 25 centímetres, però que pot assolir els noranta. Les flors són hermafrodites i pol·linitzades pel vent; floreix amb intervals de molts anys i, quan ho fa, la planta queda molt afeblida. És de característiques expansives, i costa força d'erradicar; per aquesta raó se l'empra per prevenir l'erosió en terrenys en pendent. Es pot segar una o dues vegades a l'any.
Arriba a suportar els 25 graus sota zero.